# ドラゴン・クロニクル 妖魔塔の伝説
ドラゴン・クロニクル 妖魔塔の伝説（原題：九層妖塔）は2015年の中国映画。3D映画で、原作は中国の人気シリーズWEB小説『鬼吹灯之精絶古城』。

## あらすじ
発掘調査隊は異星人が封印された宮殿「妖魔塔」を発見する。そして…。

## キャスト
- フー・バーイー：マーク・チャオ
- ヤン・ピン：ヤオ・チェン
- ワン館長：リー・チェン
- ハン局長：リー・クワンジェ
- チェン・ドン：リディアン・ヴォーン
- ヤン教授：ワン・チンシアン
- ：ティファニー・タン
- ：ファン・リー
- ：ワン・ダーシュン
- ：ウー・ジュン

## スタッフ
- 監督：ルー・チューアン
- 原作：天下覇唱『鬼吹灯之精絶古城』
- 脚本：ルー・チューアン 、ボビー・ロス、ニック・ロス
- 撮影：曹郁
- 音楽：イェスパー・キッド

## 興行成績
2015年の中国国内の興行収入で国内外合わせたランキングで17位、中国作品ランキングで10位の成績を収めた。

## 関連作品
いずれも本作と同じ小説を原作とした作品。
映画
- ロスト・レジェンド 失われた棺の謎（原題：鬼吹灯之尋龍訣、2015年、中国）
- トレジャー・オブ・ムージン 天空城の秘宝（原題：鬼吹灯之雲南蟲谷、2018年、中国）
- レイダース・オブ・ムージン 失われた財宝（原題：鬼吹灯之巫峡棺山、2019年、中国）
- ドラゴン・ラビリンス 迷宮の秘宝（原題：鬼吹灯之龍嶺迷窟、2020年、中国）
- モンスター・ハンターズ 呪いの魔剣VS空飛ぶ妖蟲（原題：鬼吹灯之湘西密藏、2020年、中国）

テレビドラマ
- 鬼吹灯 〜魔宮に眠る神々の秘宝〜（原題：鬼吹灯之龍嶺迷窟、2020年、中国）
- 鬼吹灯 〜呪われし王墓の謎と伝説の秘宝〜（原題：鬼吹灯之雲南虫谷、2021年、中国）
- 鬼吹灯 〜氷雪の魔獣〜（原題：鬼吹灯 昆侖神宮、2022年、中国）